# Ишратхона
Ишратхона (узб. Ishrat Хоnа mаqbаrasi) — архитектурный памятник-мавзолей в Самарканде, построенный во времена правления тимурида Абу-Сеида (1451—1469 годы). Здание, по-видимому, было местом погребения представительниц династии тимуридов, так как при раскопках 1940 года были обнаружены несколько женских погребений. В настоящее время здание находится в развалинах, причём купол и высокий барабан были разрушены сравнительно недавно — во время землетрясения 1903 года.

## История
В вакуфной грамоте здания сообщается, что знатная женщина, жена тимурида Абу Сеида - Хабиба-Султан, построила купольное здание над могилой своей дочери, царевны Хавенд-Султан-бики. 
Когда-то к центральному зданию ансамбля Ишратхона — усыпальнице с высоким западным порталом — с южной стороны примыкала арочно-купольная галерея с дополнительным входом в мавзолей. С севера располагалась мечеть, а в углах здания помещались сводчатые комнаты.

## Название памятника
Начиная со времени появления первого изображения мавзолея в 1869 году, за памятником закрепилось народное название «Ишратхана» (перс. «Дом увеселений»), основанное на самаркандском фольклоре XIX века, рассказывающем о романтической встрече Амира Темура, после которой великий эмир распорядился построить здесь дворец. Название прочно вошло в академическую литературу и списки объектов культурного наследия, как Узбекской ССР, так и первых лет независимого Узбекистана. 
«Тот высокий мавзолей, который находится к северу от названного мазара [Абди-Даруна] и именуется народом „Ишрат-хана“, представляет собой усыпальницу Сахиб-и Давлет-беки, основанную матерью её Хабибой Султан-бекою, дочерью амира Джалял-ед-дина, построившею тут же худжры для чтецов Корана» 
Но в начале XXI века, у этого общепринятого названия появились противники, призвавшие называть памятник иначе, ссылаясь на безнравственность использования термина «увеселительный дом» к мавзолею и предложив придуманную арабскую замену этого названия — «Ашратхона», учитывая, что арабское слово «ашрат» переводится, как «десять», а всё вместе («Ашратхона») можно перевести, как «10 комнат».
Однако, эта полемика не имеет никакого смысла, поскольку оспаривает давно закрепившееся в литературе народное название «Ишратхона», а любые попытки закрепить новое название («Ашратхона») будут натыкаться на отсутствие каких-либо документальных доказательств.
В документе 1464 года, памятник назван «здание под куполом бирюзового цвета… по соседству с мазаром Ходжа Абди Даруна».

## Галерея
- Ишратхона начало реконструкции
- Ишратхона восстановлена мозаика на одной из арок